# Parachalastinus
Parachalastinus is een kevergeslacht uit de familie van de boktorren (Cerambycidae). De wetenschappelijke naam van het geslacht werd voor het eerst geldig gepubliceerd in 2001 door Galileo & Martins.

## Soorten
Parachalastinus omvat de volgende soorten:
- Parachalastinus championi (Bates, 1885)
- Parachalastinus flavescens Júlio, 2005
- Parachalastinus nigrescens Galileo & Martins, 2001
- Parachalastinus rubrocinctus (Bates, 1869)